# Sân bay Kristiansand, Kjevik
Sân bay Kristiansand, Kjevik (IATA: KRS, ICAO: ENCN) là một sân bay ở đông bắc thành phố Kristiansand, Vest-Agder ở phía nam Na Uy, cách trung tâm thành phố 16 km. Năm 2006, sân bay này đã phục vụ 819.734 lượt khách. Đơn vị vận hành là Avinor. Không quân Hoàng gia Na Uy có một trung tâm huấn luyện ở sân bay này.
Năm 1936, thành phố Kristiansand đã quyết định xây một sân bay ở Kongsgård, nhưng sau đó lại thay đổi địa điểm sang Kjevik. Sân bay được khởi công năm 1938 và chính thức khai trương ngày 1 tháng 6 năm 1939, với đường băng dài 1000 m bề mặt bê tông. Sân bay cũng có trang thiết bị cho thủy phi cơ. Máy bay đầu tiên hạ cánh ở đây là một chiếc DC-2 của KLM, bay từ Oslo đi Amsterdam.

## Các hãng hàng không và các tuyến bay

### Nội địa
- Norwegian Air Shuttle (Oslo [bắt đầu ngày 5 tháng 6 năm 2008])
- Scandinavian Airline Systems (Bergen, Kristiansund, Oslo, Stavanger)

### Quốc tế
- KLM Royal Dutch Airlines
  - do KLM Cityhopper đảm trách (Amsterdam)
- Scandinavian Airline Systems (Alicante, Copenhagen)
  - do Cimber Air đảm trách (Copenhagen)
- Welcome Air (Gothenburg, Hannover, Innsbruck, Graz)

### Thuê bao
- Eurocypria Airlines (Larnaca)
- Scandinavian Airline Systems (Chania)